# Jiří Pavlenka
Jiří Pavlenka (* 14. dubna 1992) je český profesionální fotbalový brankář a reprezentant, od září 2024 hráč řeckého klubu PAOK Soluň.

## Klubová kariéra
Pavlenka začínal s fotbalem v týmu TJ Sokol Hať, odkud v průběhu mládeže zamířil nejprve do FC Hlučín a poté do Baníku Ostrava. V zimě 2012/13 se dostal na soupisku A-týmu. V 1. lize debutoval 1. června 2013 v 30. kole sezóny 2012/13 proti FK Baumit Jablonec (porážka 0:1). Jedničkou týmu se stal v následující sezoně 2013/14 během září.

5. května 2014 se v ligovém zápase proti SK Sigma Olomouc (výhra Baníku 3:2) zranil po střetu se spoluhráčem a utrpěl otřes mozku.
V lednu 2016 se dohodl na přestupu do mužstva SK Slavia Praha, kde podepsal smlouvu na tři a půl roku.
V sezóně 2016/17 získal se Slavií titul mistra nejvyšší české soutěže. Za Slavii odchytal 36 ligových utkání.
V červnu 2017 se dohodl na přestupu za více než 3 miliony eur do německého bundesligového klubu Werder Brémy.

## Reprezentační kariéra
Od března 2013 je členem české reprezentace do 21 let. Trenér Jakub Dovalil jej nominoval na domácí Mistrovství Evropy hráčů do 21 let 2015 konané v Praze, Olomouci a Uherském Hradišti. Na turnaji byl náhradním brankářem, jedničkou v bráně byl Tomáš Koubek.
V říjnu 2014 se poprvé dostal do A-mužstva české fotbalové reprezentace, trenér Pavel Vrba jej nominoval ke kvalifikačnímu dvojutkání proti Turecku a Kazachstánu na místo třetího brankáře. Do zápasů nezasáhl. Nastoupil až do druhého poločasu přátelského zápasu s Dánskem (remíza 1:1) hraného 15. listopadu 2016 v Mladé Boleslavi.
V březnu 2021 byl nominován na utkání zahajující kvalifikaci na MS 2022, stejně jako ostatní čeští reprezentanti z Bundesligy měl ale být původně k dispozici pouze pro první zápas s Estonskem. V předvečer zápasu s Belgií však německá vláda rozhodla o uvolnění proticovidových opatření v podobě vyřazení Česka a Spojeného království ze seznamu rizikových zemí, čímž odpadla hráčům po návratu do Německa nutnost povinné čtrnáctidenní karantény, kterou bundesligové kluby nechtěly dopustit. Z důvodu nejasného počátku platnosti se ale tito hráči připojili ke zbytku týmu až ve Walesu. Pavlenka však odehrál pouze celý první zápas s Estonskem, proti Walesu zůstal jen na lavičce náhradníků.
V květnu 2021 bylo oznámeno, že je součástí nominace na nadcházející EURO. O brankářské jedničce se rozhodovalo mezi Pavlenkou a Tomášem Vaclíkem, před odletem do Glasgow se ale Pavlenka zranil na tréninku a zranění se nelepšilo. Odpojil se tedy od týmu, po zápase se Skotskem ho nahradil Tomáš Koubek a jedničkou zůstal Vaclík.

### Reprezentační zápasy
Zápasy Jiřího Pavlenky v A-mužstvu české reprezentace
| 2016                 | 1  | 0 |
| 2017                 | 3  | 0 |
| 2018                 | 4  | 0 |
| 2019                 | 3  | 0 |
| 2020                 | 1  | 0 |
| 2021                 | 1  | 0 |
| Celkem               | 13 | 0 |
| Platí k 31. 03. 2021 |    |   |